# Antoine Coysevox

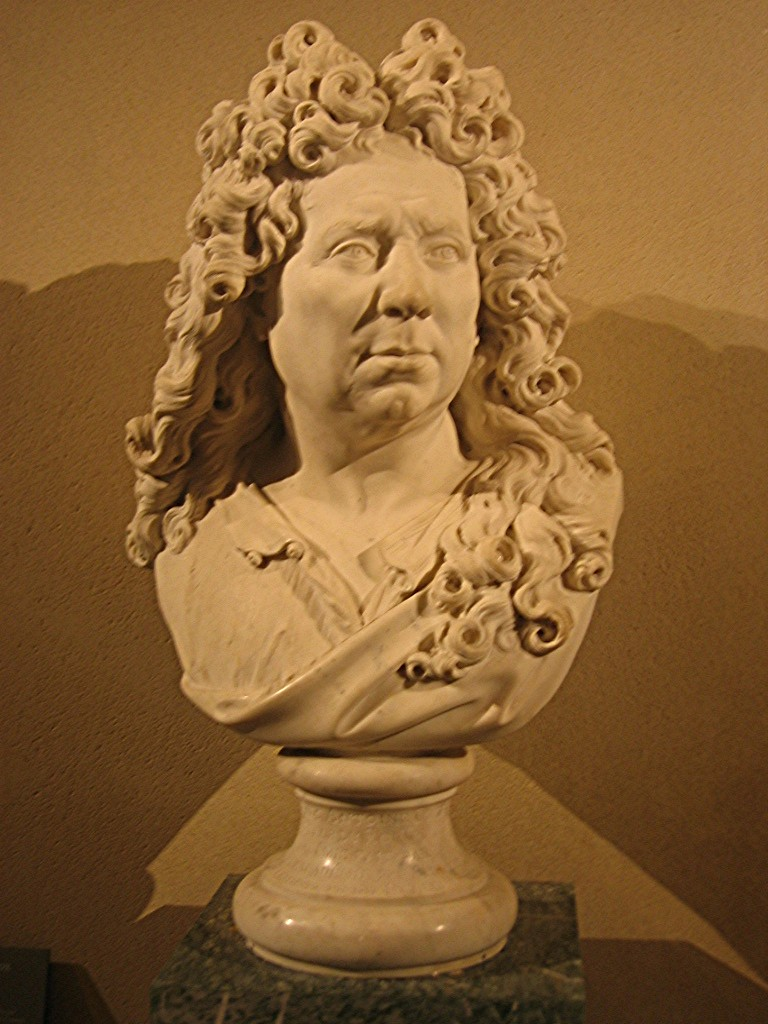
Självporträtt av Antoine Coysevox, Louvren.

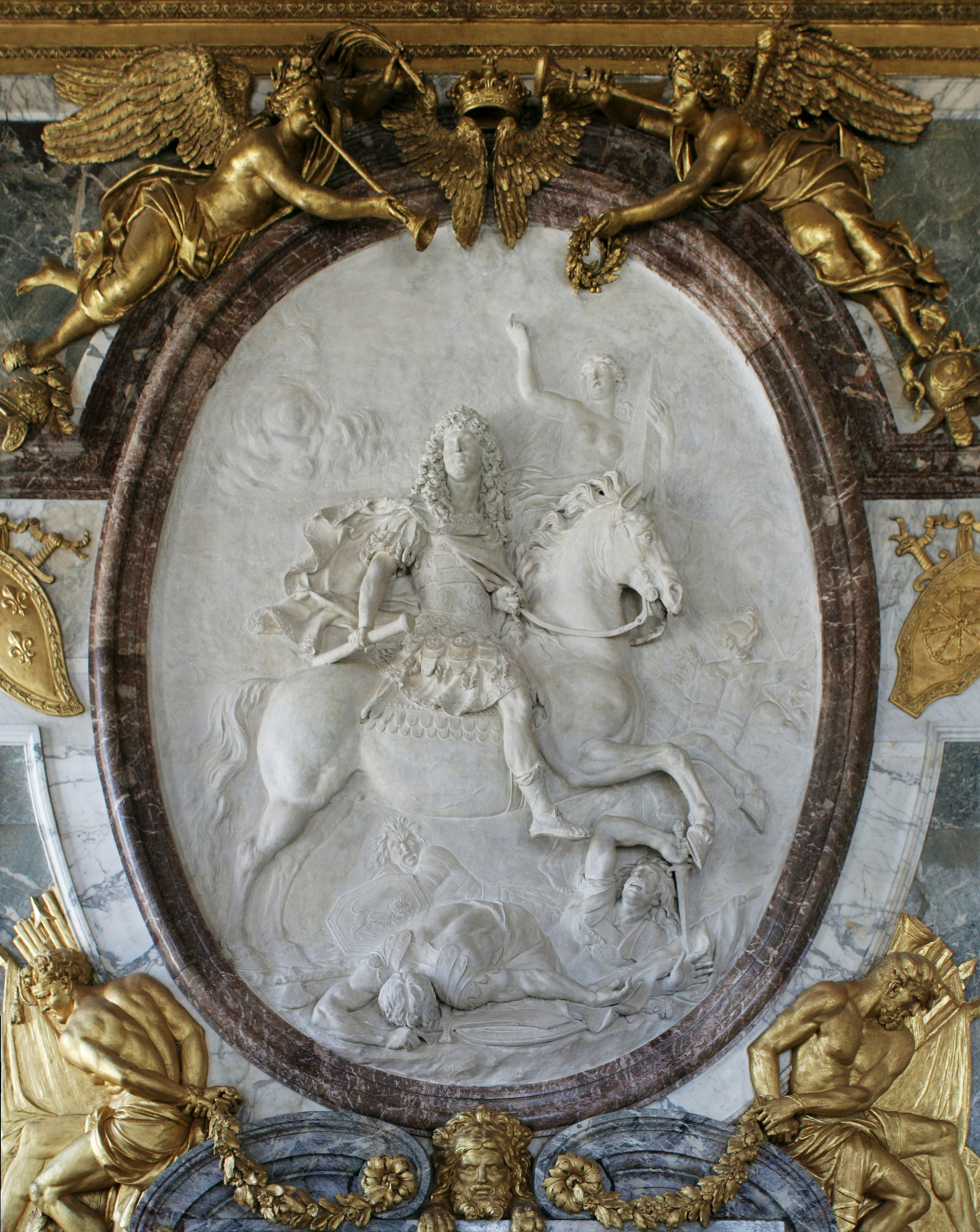
Ludvig XIV till häst (1683–1685), Salon de la Guerre, slottet i Versailles.

Antoine Coysevox, född 29 september 1640 i Lyon, död 10 oktober 1720 i Paris, var en fransk skulptör.
Antoine Coysevox utbildades i Paris och fick först uppdrag av kardinal Wilhelm Egon von Fürstenberg för dennes palats i Zabern. Han återvände därefter till Paris och fick genom Charles Le Brun beställningar till Versailles och Château de Marly. Hans mest betydande verk är de många porträttskulpturer han utförde. Många av dessa, bland annat den av Ludvig XIV, som varit hans store gynnare, förstördes under franska revolutionen. I Louvren förvaras flera av hans porträttbyster av betydande samtida, bland annat ett självporträtt och det ståtliga monumentet över Jules Mazarin.
Coysevox hör till den franska barockens främsta skulptörer. Han har en mycket plastisk stil, som i synnerhet ger hans porträttbyster en kraftig djupverkan.